# Economia d'Etiòpia
L'economia d'Etiòpia està basada en l'agricultura, que absorbeix gairebé el 45% del PIB, el 85% de la mà d'obra i el 90% de les exportacions.
El producte agrícola principal és el cafè, destinat en la seva gairebé integritat a l'exportació, del que viuen directament o indirecta el 25% de la població. El 2006 van ser exportats 350 milions de dòlars solament en cafè. Aquest alt volum, unit a la variabilitat dels preus internacionals del producte, fan que la balança exportadora sigui molt vulnerable.
Els processos de sequera, agreujats en la dècada dels 80 del segle xx, van convertir grans extensions de terreny de cultiu en àrides o semiàrides, en part per les condicions climàtiques, en part per la tala d'arbres per a llenya. Els desplaçaments de població i de refugiats en ocasió de les múltiples guerras amb Eritrea, van facilitar l'assentament de gran nombre de població en zones amb a penes recursos agrícoles i ramaders, la qual cosa va provocar fams i persistents degradacions del sòl que no s'ha recuperat. En l'actualitat, i després de la signatura de la pau definitiva amb Eritrea, el nombre de persones dependents de l'ajuda interior o exterior per a la supervivència s'ha reduït de 4,5 milions de persones en 1999, a 2,7 milions de persones en 2003.
Quant a la mineria, Etiòpia té reserves d'or i tàntal, així com marbre, potassa, mineral de ferro i gas natural. Les explotacions d'aquest últim han sofert diverses convulsions i alts i baixos en ocasió dels múltiples conflictes bèl·lics fins a 2002. El 2001 Etiòpia es va qualificar per rebre el perdó dels seus deutes a través de la iniciativa per als Països Altament Endeutats del Fons Monetari Internacional i, al desembre 2005 el FMI va perdonar el deute del país.
L'alt nivell de dependència del sector energètic (petroli) i les elevades despeses militars, mantenen encara afeblida l'economia, que presenta grans canvis segons la zona del país de la qual es tracti. La pau va permetre l'ús dels ports eritreus de Assab i Massawa i el de Djibouti per a la sortida al mar dels productes etíops.